# Limatula similis
Limatula similis is een tweekleppigensoort uit de familie van de Limidae. De wetenschappelijke naam van de soort is voor het eerst geldig gepubliceerd in 1912 door A. S. Jensen.